# Prințul Henric de Battenberg
Prințul Henric de Battenberg (germană Heinrich Moritz; 5 octombrie 1858 – 20 ianuarie 1896) a fost un descendent morganatic al Casei de Hesee; prin căsătoria cu Prințesa Beatrice a devenit membru al familiie regale britanice.

## Primii ani
Henric s-a născut la 5 octombrie 1858 la Milaon, Italia. Tatăl său a fost Prințul Alexandru de Hesse și Rin, al treilea fiu al Marelui Duce Ludwig al II-lea de Hesse și a Wilhelminei de Baden. Mama sa a fost contesa Julia von Hauke.
Căsătoria părinților săi a fost una morganatică, Julia nefiind considerată o soție potrivită pentru un prinț, având doar rangul de contesă. Prin urmare, în momentul nașterii sale, Henric nu a putut prelua titlurile tatălui său ci pe cel de Contele Henric (Heinrich) Maurice de Battenberg. La 21 decembrie 1858, mama lui Henric a fost numită Prințesă de Battenberg iar Henric a devenit Prințul Henric de Battenberg.
Prințul Henric a primit o educație militară și a devenit locotenent în regimentul 1 de husari renan al armatei prusace. A servit în garda de corp prusacă și a fost colonel de onoare al regimentului 1 infanterie al Bulgariei, unde fratele său Alexandru era Prinț.